# Многогранник Ньютона
Многогранник Ньютона — многогранник із цілочисельними вершинами в n-вимірному евклідовому просторі, який будується за многочленом від n змінних.

## Побудова
Припустимо,
{\displaystyle f(x_{1},x_{2},\dots ,x_{n})=\sum a_{i_{1},\dots ,i_{n}}x_{1}^{i_{1}}\dots x_{n}^{i_{n}}}
— многочлен від n змінних. Позначимо через {\displaystyle I} множину всіх мультиіндексів {\displaystyle i_{1},\dots ,i_{n}} таких, що {\displaystyle a_{i_{1},\dots ,i_{n}}\neq 0}. За визначенням многочлена {\displaystyle I} скінченне.
Опуклу оболонку
{\displaystyle N_{f}=\mathop {\rm {Conv}} I\subset \mathbb {R} ^{n}}
називають многогранником Ньютона многочлена {\displaystyle f}.

## Властивості
- Типове число ненульових розв'язків системи поліноміальних рівнянь {\displaystyle f_{1}=\dots =f_{n}=0} дорівнює
{\displaystyle n!\cdot V(N_{1},\dots ,N_{n}),}

де {\displaystyle N_{i}} многогранник Ньютона многочлена {\displaystyle f_{i}} і {\displaystyle V(N_{1},\dots ,N_{n})} — їх змішаний об'єм.

## Варіації та узагальнення
- Многогранник Ньютона — Окунькова — аналогічна конструкція для типових лінійних комбінацій даних многочленів.[3]

## Інтернет-ресурси
- Linking Groebner Bases and Toric Varieties [Архівовано 16 травня 2022 у Wayback Machine.]
- Rossi, Michele; Terracini, Lea (2020). Toric varieties and Gröbner bases: the complete Q-factorial case. Applicable Algebra in Engineering, Communication and Computing. 31 (5–6): 461—482. arXiv:2004.05092. doi:10.1007/s00200-020-00452-w.